# جيري نونان
جيري نونان (بالإنجليزية: Jerry Noonan)‏ هو لاعب كرة قدم أمريكية أمريكي، ولد في 4 أغسطس 1898 في بايون في الولايات المتحدة، وتوفي في 1 أغسطس 1971 في ويست كوفينا في الولايات المتحدة.

## وصلات خارجية
- جيري نونان على موقع مرجع كرة القدم المحترفة.كوم (الإنجليزية)